# نهج الدباغين
نهج الدباغين، هو أحد أنهج مدينة تونس، ويربط حاليا بين نهجي المنجي سليم الذي كان يسمى نهج المالطيين سابقا، ونهج روما من جهة أخرى. وقد سمي بنهج الدباغين لأنه كان يحتضن صناعة دباغة الجلود، وبما أن هذه الصناعة كانت تعتبر من الصناعات الملوثة، فقد اختير موضعها خارج المدينة العتيقة. وبعد اندثار الدباغة بهذا النهج، تخصص ببيع الكتب القديمة، مهما كانت لغاتها ومواضيعها ومكان نشرها. ويبلغ عدد باعة الكتب القديمة حوالي العشرين.

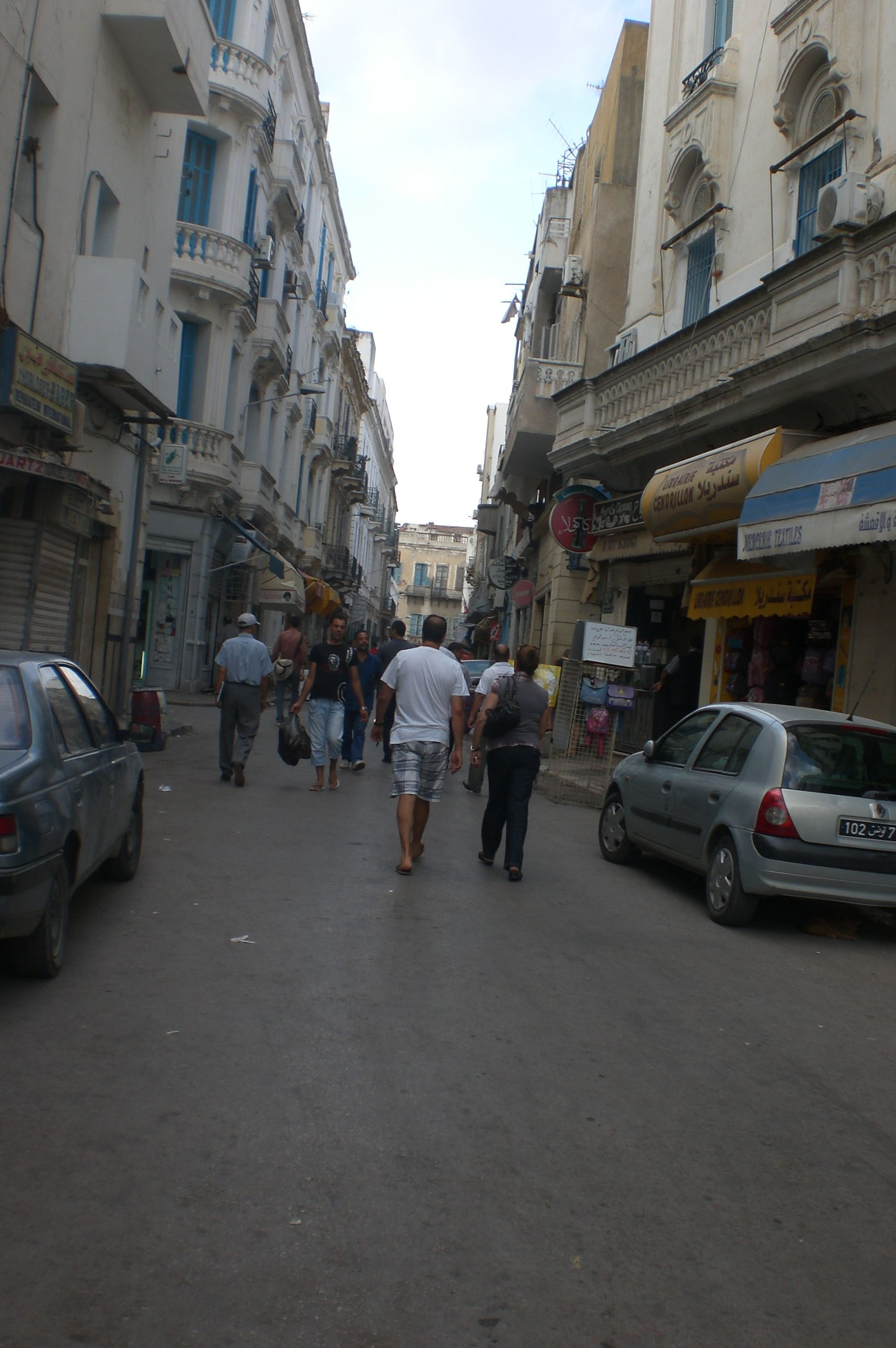
منظر من نهج الدباغين
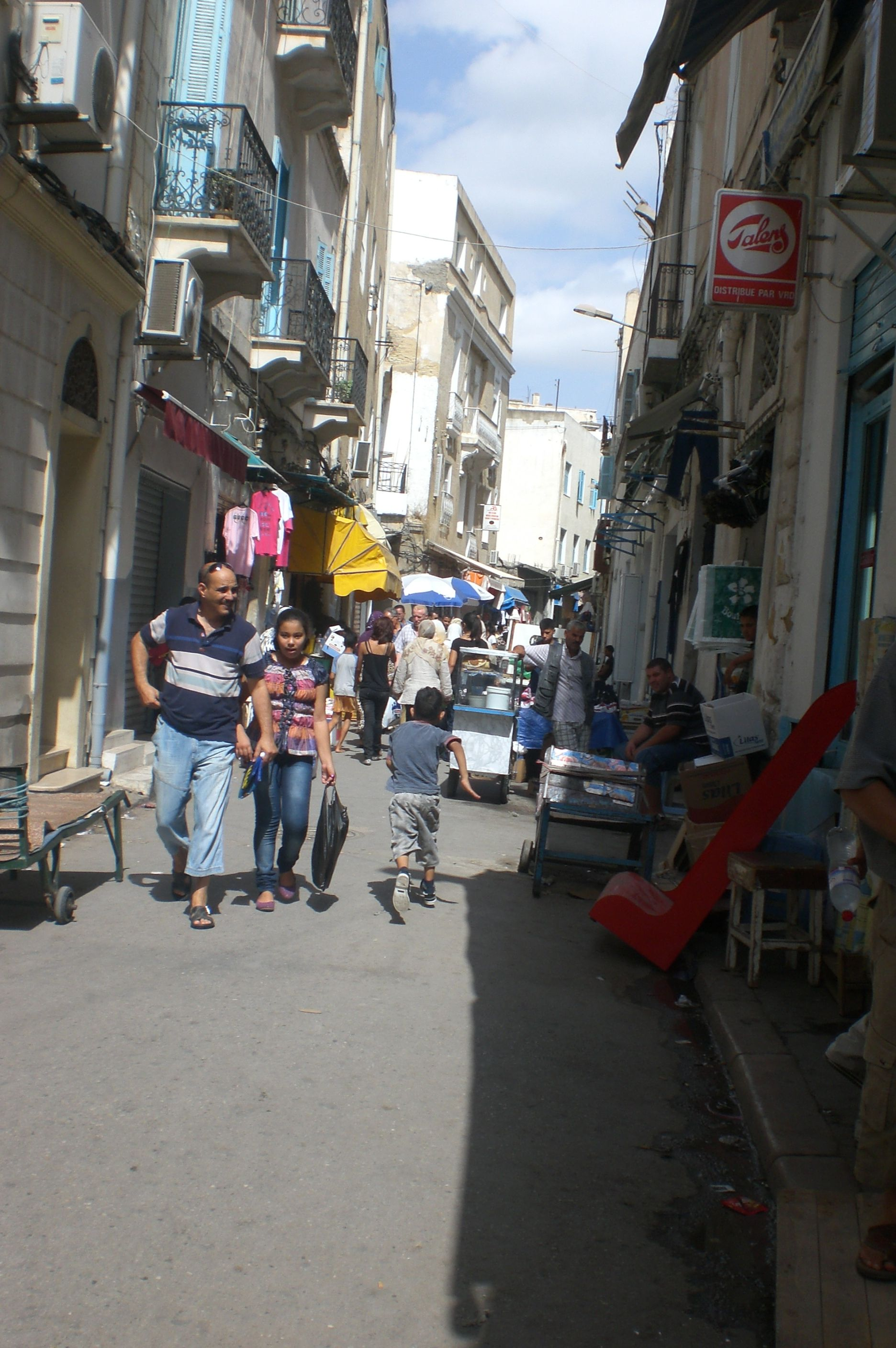
منظر آخر من نفس النهج

## إشارات مرجعية
1. 1 2  [وصلة مكسورة] تجارة الكتاب: اندثار المكتبات العتيقة والرصيف أكثر وفاء للقرّاء

## وصلات خارجية
- الدباغين.. سوق تونسية للكتب القديمة - الجزيرة نت